# Wentorf bei Hamburg
Pour les articles homonymes, voir Wentorf.
Wentorf bei Hamburg est une commune allemande, située dans le Land de Schleswig-Holstein, dans l'arrondissement du duché de Lauenbourg. Elle est située sur la rivière Bille, à environ dix kilomètres au nord-ouest de la ville de Geesthacht, et jouxtant la ville de Reinbek. La commune est située aux limites de la ville de Hambourg et à vingt kilomètres à l'est du centre de la ville.

## Histoire
Wentorf est mentionnée pour la première fois dans un document officiel en 1217 sous le nom de Wenetdorp. Un nom dérivé dans « Wendendorf » qui signifiait simplement « un village habité par des Slaves ». Au cours de son histoire mouvementée, Wentorf a considérablement changé. Les vestiges de son passé lointain ne peuvent être trouvés que rarement de nos jours.
Au Moyen Âge, Wentorf appartenait au monastère de Reinbek et après Réforme protestante, il était gouverné par le duché de Schwarzenbek. Après les réformes administratives de 1889, l'ancien village agricole subit un changement structurel. Un quartier résidentiel a été construit à proximité de la rivière Bille et de la gare tandis que des artisans et ouvriers s'installaient dans d'autres quartiers voisins. En 1910, le village de Wentorf avec son magnifique paysage et ses 1 200 habitants de l'époque s'était développé en une banlieue de Hambourg. Depuis le milieu du XIXe siècle, Wentorf était reliée à Hambourg par chemin de fer et route de campagne. En conséquence, Wentorf avait des opportunités de développement très différentes de celles de la plupart des communautés voisines qui avaient gardé leur caractère rural.
Peu avant le début de la Seconde Guerre mondiale, des casernes ont été construites à Wentorf qui abritait plus de 3 000 soldats. Après 1945, ils ont été utilisés pour les « personnes déplacées » et de 1952 à 1960 comme camp de transit pour les réfugiés de la RDA.
De 1960 au milieu des années 1990, Wentorf avait également une base Bundeswehr. Une grande partie de la 16e brigade Panzergrenadier était stationnée dans les casernes « Bose Bergmann » et « Bismarck ». Les monuments culturels de Wentorf bei Hamburg sont inclus dans la liste des monuments culturels du Schleswig-Holstein. L'ancienne zone d'entraînement militaire « Wentorfer Lohe » sert désormais de zone de loisirs locale.

## Économie
Aujourd'hui, Wentorf est une petite ville de plus de 12 500 habitants. Il y a beaucoup de navetteurs parmi les résidents employés qui travaillent principalement dans la ville de Hambourg. L'économie est principalement caractérisée par les petites entreprises et l'artisanat. Le siège européen de Sanrio est également situé à Wentorf.

## Éducation
À Wentorf, il y a une école primaire, une école communautaire et un lycée. L'école communautaire de Wentorf est une fusion de la Fritz-Specht-Schule (école secondaire) et de la Realschule. La fusion a eu lieu au cours de l'année scolaire 2010/2011, initialement en tant qu'école régionale. Un service supplémentaire offert par l'école communautaire est l'école de jour ouvert.

## Religion
Il y a une paroisse évangélique luthérienne à Wentorf et l'église Martin Luther a été créée en 1952. Depuis la fusion des paroisses catholiques de Reinbek, Glinde et Trittau le 1er janvier 2006, la paroisse catholique de Wentorf appartient à la paroisse "Seliger Niels Stensen ", dont l'église principale est le Sacré-Cœur de Jésus à Reinbek. En mai 2019, il est devenu une partie de la paroisse nouvellement fondée de Sainte Élisabeth dans la zone pastorale de "Bille-Elbe-Sachsenwald".

## Transport
La ligne de bus VHH 235 relie Wentorf au réseau de transport en commun rapide de Hambourg, le Hamburger Verkehrsverbund (HVV). Les bus circulent entre la station de S-Bahn Reinbek (ligne S-Bahn S21), le S-Bahn Hamburg-Bergedorf et la gare régionale. Le centre-ville de Hambourg est accessible en 26 minutes depuis la gare Reinbek.  Wentorf est également relié à la ligne de bus régional 8810 d'Autokraft Gmbh. Venant de Bergedorf, il relie Wentorf aux villages voisins de Börnsen, Dassendorf et Schwarzenbek avec son dernier arrêt à Mölln.  La route fédérale B207 traverse également Wentorf. Il mène à Hambourg-Bergedorf dans un sens et à Mölln et Ratzebourg dans l'autre sens.

## Célébrités
- Carl von Tiedemann (de) (1878–1979), lieutenant général[4]
- Fritz Specht (de) (1891-1975), écrivain allemand
- Christian Bruhn (* 1934), compositeur né à Wentorf bei Hamburg
- Volker Schirrmacher (de) (* 1943), chercheur sur le cancer et immunologiste[5]
- Achim Reichel (* 1944), musicien et compositeur né à Wentorf bei Hamburg
- Roger Willemsen (1955–2016), publiciste et présentateur de télévision mort à Wentorf bei Hamburg
- Ike Moriz (* 1972), chanteur sud-africain, compositeur, acteur[6] et ancien garçon en chef au lycée de Wentorf[7]
- Carina Witthöft (* 1995), joueuse de tennis allemande né à Wentorf bei Hamburg